# Чис
Чис (итал. Cis) — коммуна в Италии, располагается в провинции Тренто области Трентино-Альто-Адидже.
Население составляет 298 человек (2021 г.), плотность населения составляет 61 чел./км². Занимает площадь 5 км². Почтовый индекс — 38020. Телефонный код — 0463.
Покровителем коммуны почитается святой великомученик Георгий, празднование 23 апреля.

## Демография
Динамика населения:

## Администрация коммуны
- Официальный сайт: